# Anna Lang (harpist)
Anna Lang, född Nordqvist den 5 juli 1874 i Stockholm, död den 12 december 1920 i Lidingö, Stockholms län, var en svensk harpist anställd vid hovkapellet från 1890.

## Biografi
Anna Lang föddes 5 juli 1874 i Hedvig Eleonora församling, Stockholm. Hon var dotter till hovkapellmästare Conrad Nordqvist och Charlotta Elisabeth Ekberg. Lang var brorsdotter till Olivia Nordqvist.[källa behövs]
Lang fick von Beskows stipendium 1883. Hon blev elev vid Stockholms musikkonservatorium 1887, och var harpist i Hovkapellet från 1890 till sin död. 
År 1895 gifte hon sig med sin harplärare Josef Lang (1865–1946). De fick dottern Ingrid (1897–1990), som även hon blev harpist i Hovkapellet. Anna Lang avled 12 december 1920 i Lidingö. Hon och hennes make är begravda på Lidingö kyrkogård.